# Апиняно
Аниня̀но (на италиански: Appignano, на местен диалект Pignà, Пиня, може да се намира и неправилната форма Appignano di Macerata, Апиняно ди Мачерата) е малко градче и община в Централна Италия, провинция Мачерата, регион Марке. Разположено е на 199 m надморска височина. Населението на общината е 4212 души (към 2011 г.).